# Kumataia producta
Kumataia producta är en fjärilsart som beskrevs av Sergius G. Kiriakoff 1967. Kumataia producta ingår i släktet Kumataia och familjen tandspinnare. Inga underarter finns listade i Catalogue of Life.